# ARA San Juan (S-42)
Сан-Хуа́н (ARA San Juan (S-42)) — подводная лодка ВМС Аргентины типа «Санта-Крус» (также известная как тип TR-1700) немецкой постройки.

## История
Была заложена на верфи Thyssen Nordseewerke, город Эмден, 6 декабря 1980 года. Спуск на воду состоялся 18 марта 1982 года, введена в строй 19 ноября 1985 года.
Имела полуторакорпусную конструкцию с лёгким корпусом в носу и корме и водонепроницаемой надстройкой в центральной части. Название подлодки происходит от провинции Сан-Хуан, она является четвёртым кораблём, носящим это имя.

## Служба
На вооружении аргентинских ВМС состоит с ноября 1985 года.
В 1994 году во время учений FleetEx 2/94 «Сан-Хуану» удалось избежать обнаружения американскими противолодочными силами на протяжении всей военной игры, преодолев оборону эсминцев и «потопив» командный корабль США «Маунт Уитни» (USS Mount Whitney). Подлодка также принимала участие в других учениях, включая Gringo-Gaucho и UNITAS.
В период с 2008 по 2013 год в Аргентине было проведено обновление среднего класса подлодок, включая и «Сан-Хуан». Модернизация проходила на верфях аргентинского военно-промышленного комплекса CINAR (Argentine Industrial Naval Complex). После этого «Сан-Хуан» провел учения по наблюдению в экономической зоне вокруг Пуэрто-Мадрин, особенно выполняя задачу борьбы с незаконным рыболовством. Периодически проводила разведку и в районе спорных Фолклендских (Мальвинских) островов.

## Гибель подлодки
В ноябре 2017 года подводная лодка совершала переход с военно-морской базы «Ушуая» в порту города Ушуая, в место постоянной дислокации на базе «Мар-дель-Плата» в порту города Мар-дель-Плата, на борту находились 44 члена экипажа, в том числе и женщина-подводник морской офицер Элиана Мария Кравчик.
16 ноября 2017 «Сан-Хуан» перестал выходить на связь примерно в 1400 километрах от Буэнос-Айреса. Последний сеанс связи состоялся накануне (15 ноября, в 07:30). Во время сеанса командир подлодки доложил о проблемах, связанных с коротким замыканием в системе электропитания субмарины.
В поиске субмарины приняли участие корабли и авиация 18 стран, включая Россию (23 ноября Министерством обороны РФ в Аргентину было направлено гидрографическое судно «Янтарь»; кроме того, 25 ноября ВМС России самолётом Ан-124 отправили подводный аппарат «Пантера плюс» и группу военных специалистов, в составе которой водолазы и врач).
Согласно основной версии причины трагедии, на подлодке произошло замыкание одной из батарей ввиду проникновения в отсек воды через шноркель, предназначенный для забора воздуха. В то же время, на момент происшествия был зарегистрирован звуковой всплеск, который мог быть растолкован как взрыв.
1 декабря 2017 года руководство Аргентины приняло решение прекратить спасательную операцию, объявив, что непосредственно поиск самой субмарины будет продолжен.

### Находка
Спустя год после катастрофы, 17 ноября 2018 года власти Аргентины объявили, что подлодка была обнаружена на глубине более 800 метров поблизости от полуострова Вальдес на атлантическом побережье Аргентины (45°56′59″ ю. ш. 59°46′22″ з. д.). Субмарину нашли телеуправляемым необитаемым подводным аппаратом с MS «Seabed Constructor» в одном из мест, указанных частной американской компанией Ocean Infinity, которая была нанята аргентинским правительством для поиска «Сан-Хуан». Ocean Infinity получит вознаграждение в размере 7,5 млн долларов США.
Причиной гибели аргентинской подводной лодки «Сан-Хуан» стал взрыв, об этом заявил 14 марта 2019 года командующий ВМС Аргентины контр-адмирал Давид Бурден. По данным расследования, подлодка пострадала от попадания воды в аккумуляторные баки, что вызвало короткое замыкание.